# Kaymaklı
Kaymaklı é uma vila do distrito e província de Nevşehir, na Turquia. De acordo com o censo de 2009, o município tinha 4 429 habitantes. Kaymaklı faz parte da região histórica e turística da Capadócia e a vila encontra-se a 1 420 m de altitude.
A localidade é famosa por nela se localizar a mais notável das cinco cidades subterrâneas abertas ao público na Capadócia. Em 1985, o Parque Nacional de Göreme, junto com os Sítios Rupestres da Capadócia, dos quais faz parte Kaymaklı, foram declarados Património Mundial pela UNESCO.

## Cidade subterrânea de Kaymaklı
Seguindo pela estrada de Nevşehir-Niğde, em direção sul, situa-se a uns 20 km de distância de Nevşehir, no centro de um lugarejo outrora chamado Enegüp, posteriormente denominado, pelos gregos, Enegobi, e, com os movimentos migratórios de 1924, alterado, pelos turcos, para Kaymaklı.
As casas na cidade são construídas em torno dos, aproximadamente, 100 túneis da cidade subterrânea. Túneis estes, utilizados, hodiernamente, como áreas de estocagem, estábulos e celeiros. Diferindo de Derinkuyu em termos de estrutura e de planta, os túneis de Kaymaklı são mais baixos, estreitos e inclinados.

### História
As primeiras escavações no tufo (calcário poroso) friável da colina remontam, talvez, à época dos hititas, em torno de 1 300 a.C.

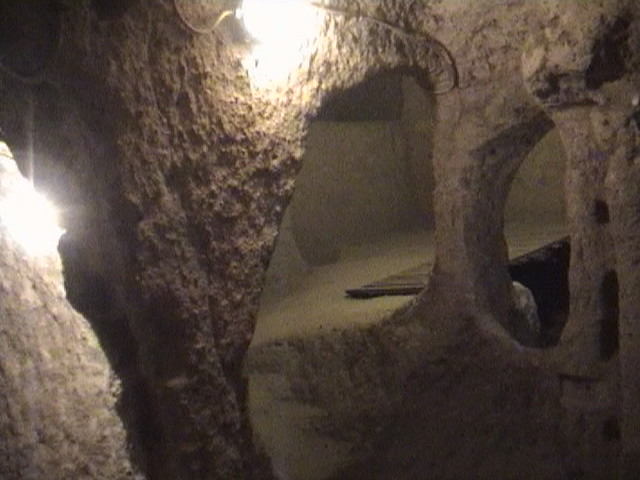
Cidade subterrânea de Kaymaklı.

É mais aceito, contudo, que as escavações de Derinkuyu e de Kaymaklı datem da dominação frígia (VIII a.C.). De qualquer modo, a existência de habitações subterrâneas na região é já mencionada por Xenofonte (V - IV a.C.). Tal como as demais, Kaymaklı foi essencialmente escavada por populações paleocristãs que queriam proteger-se de perseguições e de invasões. Em torno de 8 000 cristãos, fugindo das perseguições romanas, ali encontraram refúgio.[a] Mais tarde, notadamente a partir do século VII, mais povos se refugiaram na região para escapar das incursões omíadas e abássidas. Durante séculos, a cidade foi expandida, contando no final com quilômetros de galerias.
Descoberta em 1964, a cidade foi, em seguida, parcialmente aberta ao público. Atualmente, quatro andares são acessíveis, descendo a uma profundidade de 20 metros. Abaixo, parece ainda haver outros quatro níveis.
Até 2010, a parte do complexo aberta ao público é ainda pequena.

### Descrição

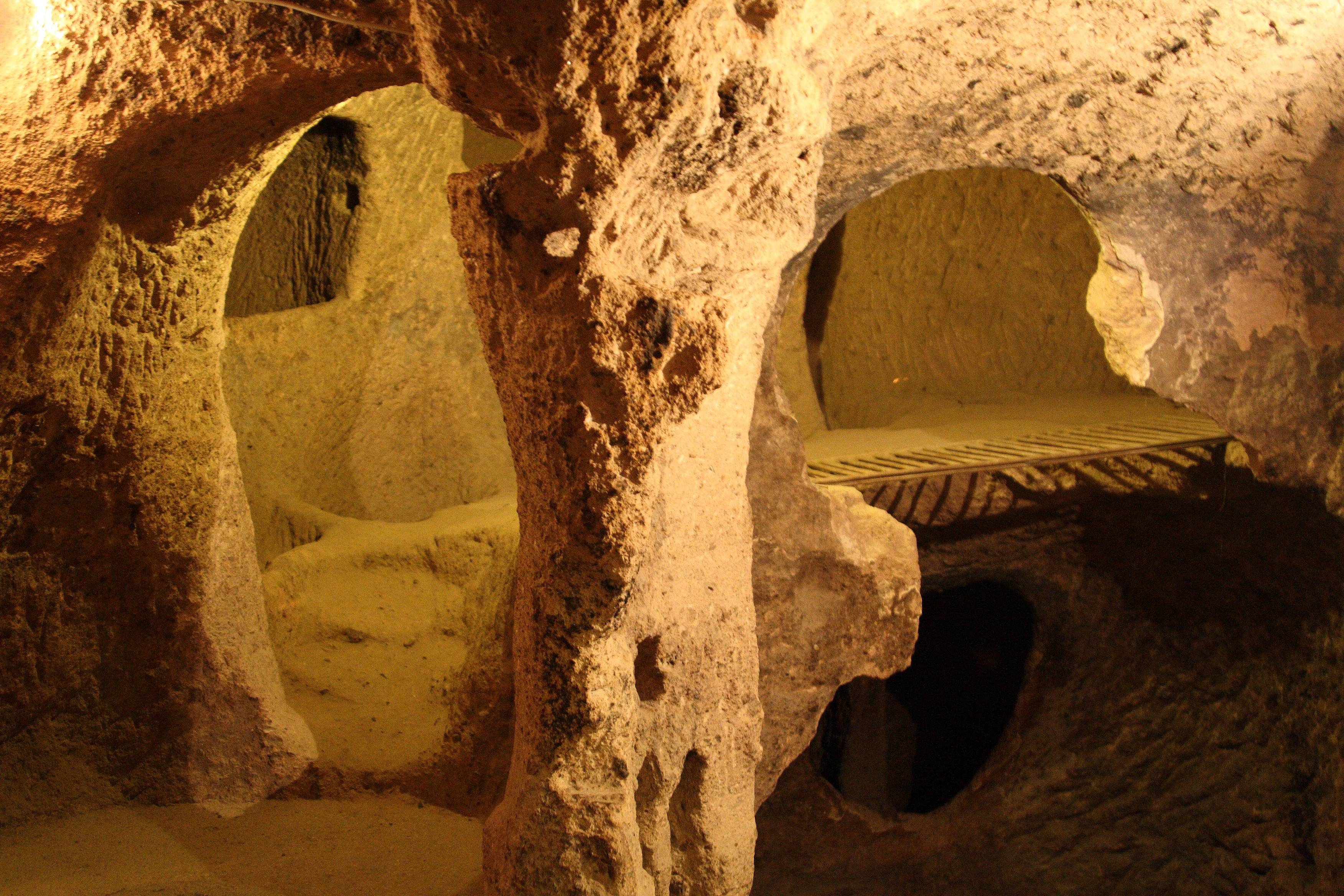
Cidade subterrânea de Kaymaklı.

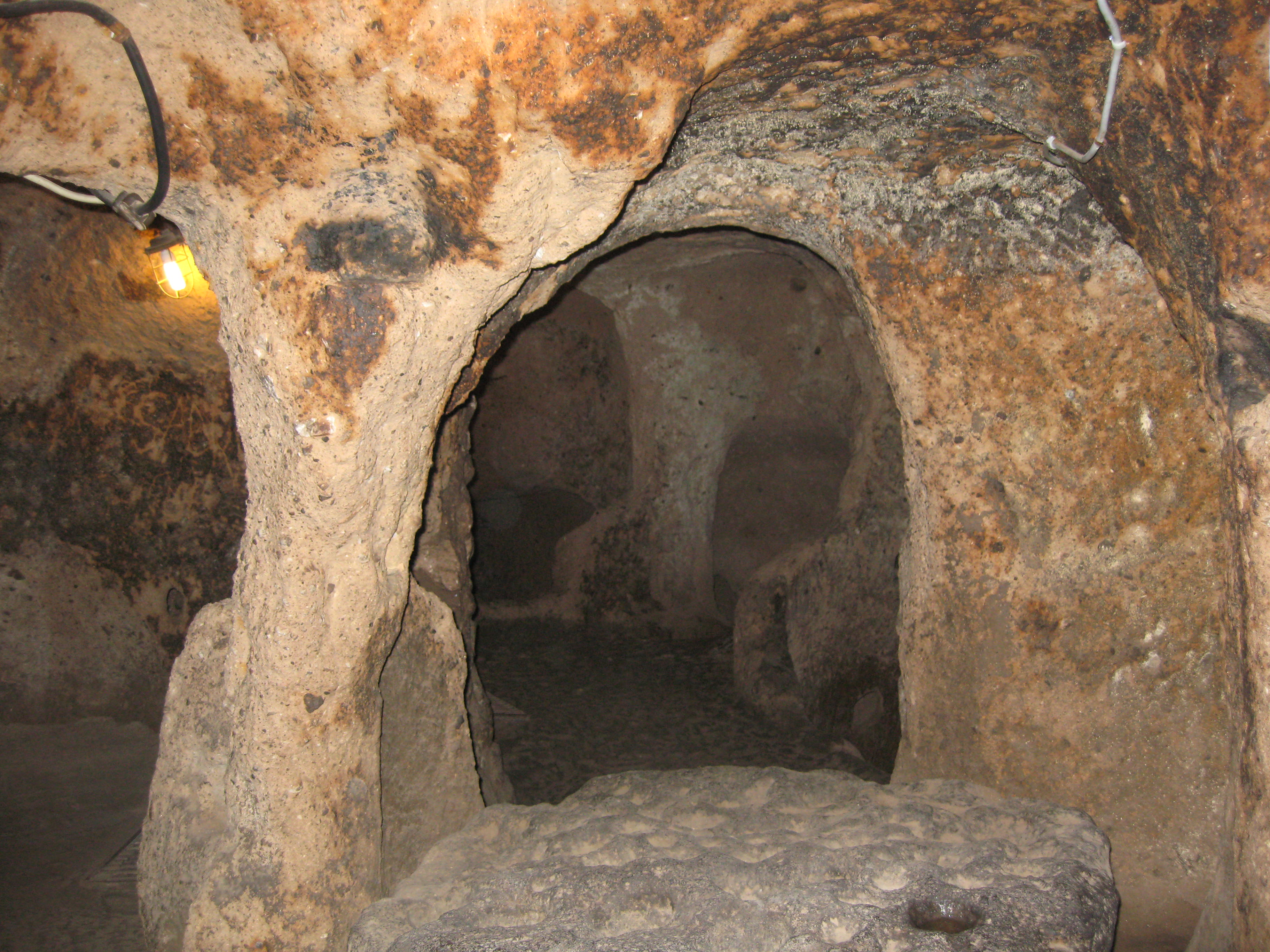
Cidade subterrânea de Kaymaklı.

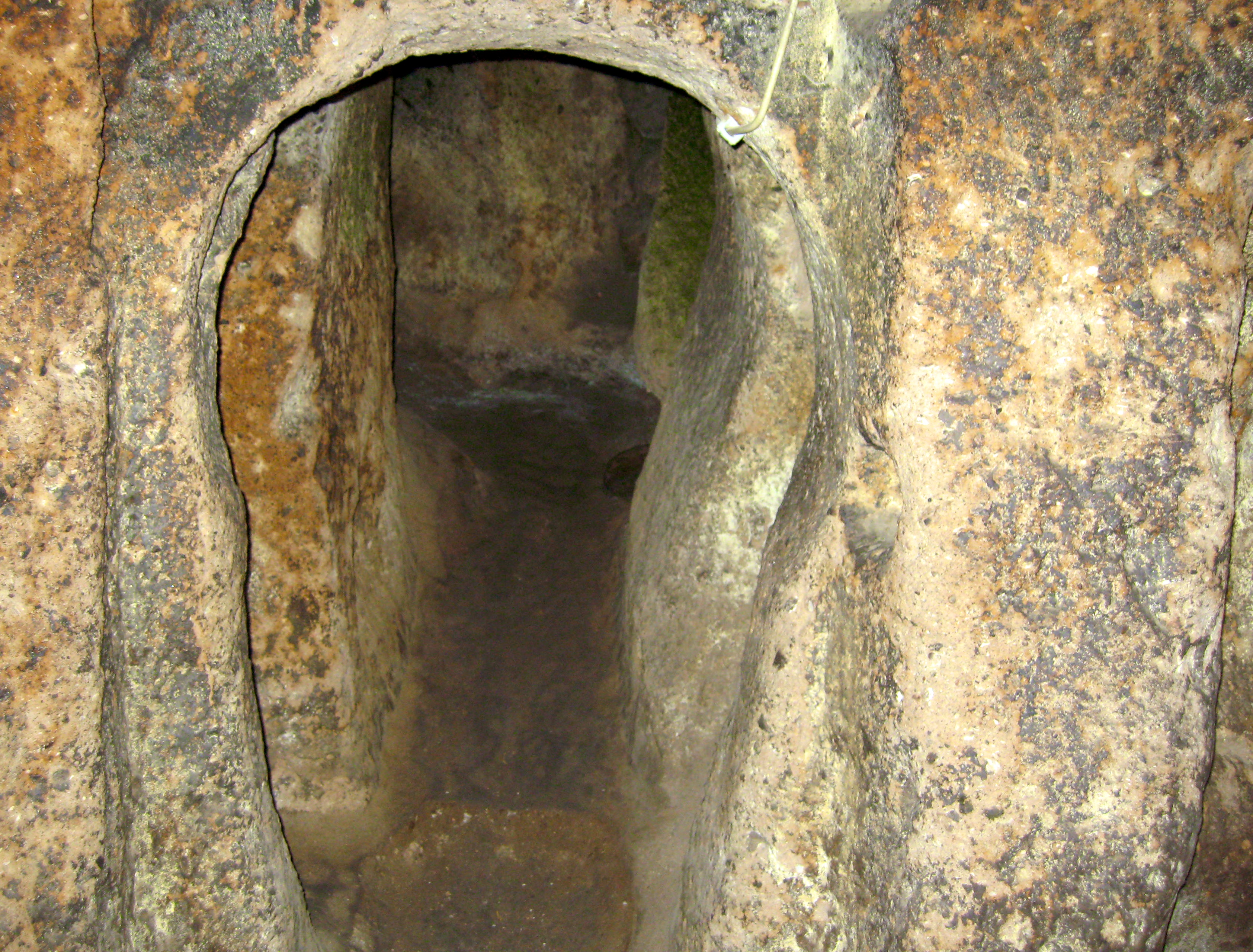
Cidade subterrânea de Kaymaklı.

Cada cômodo ou espaço aberto depende da disponibilidade de ventilação, portanto, toda a cidade subterrânea se desenvolve em torno de chaminés de aeração. Somente um destes tubos serve às galerias abertas ao público.
No primeiro andar, a partir de cima, há um pequeno estábulo na entrada. Seu tamanho faz supor a existência de outros nas seções ainda não exploradas. À sua esquerda, abre-se uma passagem com uma porta de pedra-de-moinho. A porta leva ao interior de uma igreja. Como nas demais cidades subterrâneas, essas pedras, talhadas em um tipo de pedra mais resistente do que o tufo, foram trazidas do exterior por aberturas em seguida lacradas. Possuem cerca de 55 cm de espessura e 1,65 m de diâmetro, pesando 500 kg.
À direita do estábulo, existem cômodos, provavelmente destinados a habitação.
No segundo andar há outra igreja, dotada de uma nave e de duas absides. Em frente às absides, há uma fonte batismal e nos lados, ao longo das paredes, bancos de pedra. Nomes inscritos nos túmulos coincidem com os localizados próximos à igreja, o que endossa a ideia de que estes túmulos são de pessoas religiosas. O nível da igreja contém, ainda, outros cômodos.
O terceiro andar contém espaços para armazenagem, prensas de vinho e de azeite, além de cozinhas. Existe, ainda, um interessante bloco de andesito ornado com relevos. Recentemente, concluiu-se que era usado como recipiente para fundir cobre. Cortado de um estrato de andesito situado dentro do complexo, no bloco foram cavados 57 buracos, de cerca de 10 cm de diâmetro. A técnica de fundição consistia em colocar minério de cobre em cada um dos furos e, em seguida, martelá-lo diversas vezes. O cobre era, provavelmente, extraído entre Aksaray e Nevşehir. Esta mina foi também utilizada por Aşıklı Höyük, o assentamento mais antigo na região da Capadócia.
O quarto nível, dividido em diversos cômodos, prevê uma grande área destinada à estocagem de jarros de barro, o que indica alguma estabilidade econômica. Além do que, sendo Kaymaklı um dos maiores assentamentos subterrâneos na região, a enorme área reservada à estocagem faz supor que a cidade era destinada a acolher grande número de pessoas no subterrâneo.